# Brock River
Der Brock River ist ein 136 km langer Zufluss des Amundsen-Golfs in den Nordwest-Territorien im Norden Kanadas.

## Verlauf des Flusses
Der Brock River entspringt in den Melville Hills auf einer Höhe von etwa 790 m. Er fließt in überwiegend westlicher Richtung zur Darnley Bay. Dabei nimmt er mehrere größere namenlose Nebenflüsse auf. Der Brock River durchfließt eine Tundralandschaft im äußersten Norden des Tuktut-Nogait-Nationalparks. Im unteren Flussabschnitt durchfließt der Brock River östlich des One Island Lake eine Schlucht. Er spaltet sich schließlich in mehrere Mündungsarme auf, die eine Lagune an der Meeresküste mit mehreren Durchlässen zum offenen Meer erreichen. Etwa 20 km westlich der Flussmündung liegt die Mündung des Hornaday River sowie etwa 30 km weiter westlich die Siedlung Paulatuk.

## Namensgebung
J. J. O’Neill und K. G. Chipman, Teilnehmer der südlichen Gruppe der kanadischen Polarexpedition 1913–1918, benannten den Fluss nach Major R. W. Brock, ein früherer Direktor des Geological Survey.